# Мари-Малмыж
Мари́-Малмы́ж — село в Малмыжском районе Кировской области, административный центр Мари-Малмыжского сельского поселения.

## География
Расположено вблизи правого берега Вятки на реке Малмыжка в 11 км к юго-востоку от Малмыжа. От города к селу ведёт автодорога через село Старый Кокуй.

## Население
| 2010 |
| ---- |
| 502  |